# Liste der Baudenkmale in Silz (Mecklenburg)
In der Liste der Baudenkmale in Silz sind alle denkmalgeschützten Bauten der Gemeinde Silz (Mecklenburg-Vorpommern) und ihrer Ortsteile aufgelistet. Grundlage ist die Veröffentlichung der Denkmalliste des Landkreises Müritz mit dem Stand vom April 2010. 

## Baudenkmale nach Ortsteilen

### Silz
| ID | Lage                 | Bezeichnung          | Beschreibung | Bild |
| -- | -------------------- | -------------------- | ------------ | ---- |
|    | Kirchsteig 1 (Karte) | ehemalige Dampfmühle |              |      |
|    | Karlshof 1           | Chausseehaus         |              |      |

### Nossentin
| ID | Lage                     | Bezeichnung                                                   | Beschreibung                                                      | Bild                                                          |
| -- | ------------------------ | ------------------------------------------------------------- | ----------------------------------------------------------------- | ------------------------------------------------------------- |
|    | Am Gutshaus 2 (Karte)    | Gutshaus mit Park und Tor                                     | 2-geschossiger, 8-achsiger, sanierter Klinkerbau mit Krüppelwalm. | Gutshaus mit Park und Tor                                     |
|    | Am Park 9 (Karte)        | Kirche mit Portal und Glockenstuhl und Friedhof               |                                                                   | Kirche mit Portal und Glockenstuhl und Friedhof               |
|    | Bahnhofstraße 13 (Karte) | Bahnhof mit Toilettenhäuschen                                 |                                                                   | Weitere Bilder                                                |
|    | Rosenkamp (Karte)        | Denkmal für die 1806 gefallenen preußischen Soldaten im Forst |                                                                   | Denkmal für die 1806 gefallenen preußischen Soldaten im Forst |

## Quelle
- Karte der Baudenkmale im Geoportal des Landkreises